# Ли Те
Ли Те (кит. трад. 李铁, упр. 李鐵, пиньинь Lǐ Tiě; род. 18 сентября 1977, Шэньян) — китайский футболист, полузащитник, выступал за сборную Китая. Мог сыграть на позиции оттянутого нападающего. Большая часть игровой карьеры прошла в футбольном клубе «Ляонин». Игрок заявил о себе в 1999 году, когда «Ляонин» завоевал серебро чемпионата. С 1995 года привлекался к матчам сборной и попал в состав команды на Чемпионат мира по футболу 2002 года. После выступлений на мундиале перешёл в английский клуб «Эвертон», где его достаточно удачное выступление прервалось серией травм. Затем некоторое время провёл в «Шеффилд Юнайтед», после чего вернулся в Китай, где присоединился к команде «Чэнду Блейдс». Игровую карьеру заканчивал в родной команде «Ляонин Хувин». В 2020—2021 годах — главный тренер сборной Китая.

## Карьера

### Клубная карьера
Ли Те дебютировал в 1992 году в футбольной команде «Ляонин», выступал за резервный состав. В следующем сезоне от молодёжной команды «Шэньчжэнь Цзяньлибяо» его отправили на обучение в Бразилию, где он провёл пять лет. В итоге Ли стал капитаном молодёжной команды «Цзяньлибяо».
По программе подготовки игроков и спонсорских соглашениях между китайской компанией «Кэцзянь» (англ. Kejian) и английской Премьер-лигой игрок попал в состав «Эвертона». Несмотря на скептицизм по отношению к игроку на первом этапе, он показал себя с хорошей стороны, а тренер «Эвертона» Дэвид Мойес выпускал Ли в 31 игре, при этом достаточно часто он выходил в основе. Ли играл на позиции полузащитника и второго нападающего, а команде удалось занять в сезоне 7 место.
После успешного дебюта в Англии в гонку за игрока включился его бывший клуб «Ляонин», из которого он уходил в английский «Эвертон» в аренду. Однако, после сезона 2002—2003 Ли «на флажке» в августе подписал трёхлетний контракт с «Эвертоном», приблизительная сумма сделки составляла £0,5 — £1,5 млн, хотя часть расходов была покрыта за счёт спонсора. Сезон 2003-04 был омрачён удалением игрока в матче с «Арсеналом» в том же августе, а также серией травм. Последняя травма — перелом ноги — была получена в матче за национальную сборную в феврале 2004 года, а игрок вновь потерял игровую практику на 12 месяцев. В январе 2005 года Ли вернулся в команду и сыграл в матче с резервистами «Болтон Уондерерс». Игрок отыграл всего 41 минуту и вновь почувствовал боль в ноге. Летом 2005 года, через 18 месяцев после последнего матча за основной состав «Эвертона», Ли сыграл 90 минут в рамках предсезонной подготовки в товарищеском матче против австрийской команды «Гамлиц». Также принимал участие и в других матчах в рамках предсезонки и казалось, полностью восстановился. Однако, в основной состав Ли не проходил, а его игры ограничивались матчами за резервную команду. Также не помогло то обстоятельство, что тренеры национальной сборной вновь стали привлекать Ли к матчам. В марте 2006 году игрок вновь перенёс операцию.
В мае 2006 года «Эвертон» расторг контракт, а в июле о подписании двухлетнего контракта с игроком, ставшим свободным агентом, объявил «Шеффилд Юнайтед». До разрешения формальностей, связанных с продлением визы, Ли тренировался с представителем китайской Лиги Цзя-А «Чэнду Блэйдс», владельцем которой был «Шеффилд Юнайтед». Первая игра с начала января 2004 года прошла на Кубок Футбольной лиги 19 сентября 2006 года, когда его новая команда принимала «Бери». Выступление не помогло игроку попасть в основной состав. 12 октября 2007 года Ли Те озвучил свои планы по прекращению сотрудничества с «клинками» и о том, что может уйти на правах свободного агента. Тренер «Шеффилда» Брайан Робсон на это сказал: «Он не в моих планах и может идти куда ему захочется как свободный агент». Через два дня «Шеффилд» не подтвердил слова тренера и объявил о том, что Ли останется в команде до конца сезона пока не прояснится его будущее.
Несмотря на заверения, Ли перешёл в фарм-клуб «Шеффилда» в Китае, «Чэнду Блэйдс» для усиления команды и борьбы за выход в Суперлигу. В сезоне 2008 года впервые вышел в матче против бывшей команды «Ляонин». Первый гол в составе «Чэнду» забил в октябре в игре против «Шэньчжэнь Шанцинъин», а его команда победила со счётом 3-1.
Проведя сезон в «Чэнду» Ли вернулся на родину, где присоединился к своей первой команде «Ляонин» и помог её выйти в Суперлигу. Достижением для команды было возвращение в элиту сразу же на следующий сезон после вылета во второй дивизион. По окончании сезона 2011 года Ли Те объявил о завершении карьеры.

### Международная карьера
Впервые Ли Те был приглашен в сборную главным тренером Ци Ушэном в 1997 году вместе с тремя другими игроками молодёжной команды «Шэньчжэнь Цзяньлибяо» (кроме него были вызваны Ли Цзиньюй, Суй Дунлян и Чжан Сяожуй) и выступал в финальной части отборочного турнира к Чемпионату мира 1998 года. Таким образом на первом для Китая Чемпионате мира 2002 года Ли был уже ветераном национальной сборной. Несмотря на восстановительный период после травм, игрок вновь появился в составе сборной Китая в июне 2006 года, выйдя на замену в матчах со Швейцарией и Францией. Также вызывался на товарищеский матч против команды Таиланда (10 августа 2006) и отборочном матче на Кубок Азии 2007 года против Сингапура (16 августа 2006). Вызывался в национальную сборную при новом тренере Чжу Гуанху на финальную часть Кубка Азии по футболу 2007, однако в матчах на турнире участия не принимал.

### Голы за национальную сборную
Мячи китайской сборной представлены в списке первыми
| № | Дата            | Место                 | Соперник       | Результат | Соревнование                                   | Голы |
| - | --------------- | --------------------- | -------------- | --------- | ---------------------------------------------- | ---- |
| 1 | 29 января 1997  | Уокерс Стэдиум, Пекин | США            | 2-1       | Товарищеский матч                              | 1    |
| 2 | 20 апреля 1997  | Уокерс Стэдиум, Пекин | Мьянма         | 5-0       | Товарищеский матч                              | 1    |
| 3 | 14 января 2000  | Уокерс Стэдиум, Пекин | Новая Зеландия | 1-0       | Товарищеский матч                              | 1    |
| 4 | 23 января 2000  | Тхонг Нхат, Хошимин   | Филиппины      | 8-0       | Кубок Азии по футболу 2000 (отборочный турнир) | 1    |
| 5 | 26 января 2000  | Тхонг Нхат, Хошимин   | Гуам           | 19-0      | Кубок Азии по футболу 2000 (отборочный турнир) | 1    |
| 6 | 14 февраля 2001 | Раджамангала, Бангкок | Таиланд        | 5-1       | Товарищеский матч                              | 1    |

## Дальнейшая деятельность
Ли вновь появился в Англии 4 декабря 2011 года, где принимал участие в жеребьёвке третьего раунда Кубка Англии, который демонстрировался по ITV1.
22 февраля 2024 года был приговорён к пожизненному заключению в тюрьме за коррупцию.

## Достижения
Ляонин Хунъюань
- Первая лига Китая по футболу, чемпион, 2009